# Bataille d'Yevenes
Guerre d'indépendance espagnole
Batailles
- Uclès
- Yevenes
- Ciudad Real (es)
- Miajadas
- Medellín
- Alcantara
- Talavera
- Arzobispo
- Almonacid
- Baños (es)
- Tamames
- Hostalrich
- Ocaña
- Alba de Tormes
- Cadix
- Valverde

La bataille de Los Yébenes se déroule le 24 mars 1809 près du village de Los Yébenes, lors de la guerre d'indépendance espagnole. Il oppose les lanciers polonais de la Vistule commandés par le colonel Jan Konopka à plusieurs régiments de cavalerie espagnols soutenus par de la milice. Les lanciers polonais, en infériorité numérique, sont attaqués par surprise par les Espagnols mais parviennent à échapper à la destruction en se frayant un passage à travers les lignes ennemies, perdant toutefois dans l'action les bannières de leur régiment. Cette perte est ressentie comme une infamie par les lanciers qui, par la suite, s'efforcent de regagner leur réputation au sein de l'armée d'Espagne.

## Prélude

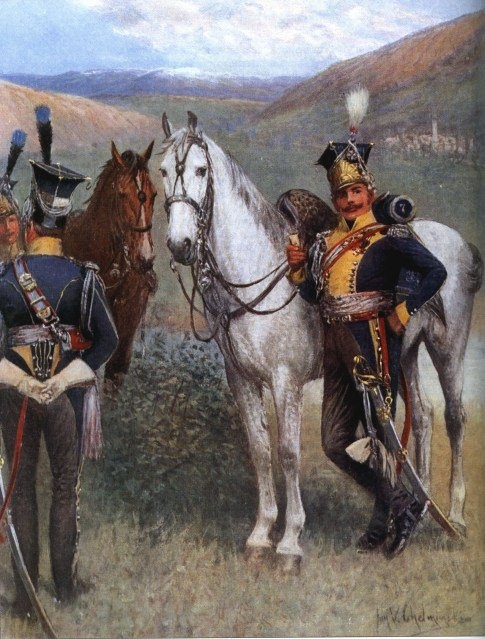
Lanciers polonais de la Vistule en Espagne. Peinture de Jan Chełmiński, tirée de L'Armée du Duché de Varsovie, 1913.

Le 20 mars 1809, la division de cavalerie du général Valence quitte Tolède et marche au sud-ouest, afin d'entrer en Andalousie. Le 23 mars, le régiment des lanciers polonais de la Vistule, commandé par le colonel Jan Konopka, s'installe pour la nuit au village de Los Yébenes. Cette position est difficile à défendre, ainsi qu'en témoigne le maréchal des logis Wojciechowski :

« Cette position était extrêmement dangereuse pour la cavalerie, car la seule route permettant de sortir de la vallée zigzaguait à travers la montagne, où, comme il n'y avait aucun accès ni à droite, où d'énormes rochers surplombaient nos têtes, ni à gauche, en raison d'un profond ravin, elle était impraticable, et c'était pourtant la seule voie de retraite dont nous disposions en cas d'attaque ennemie. »

Cette description montre bien que le lieu de repos choisi peut se transformer aisément en un piège mortel pour les soldats endormis, qui eux-mêmes sont dans l'incapacité de former correctement les rangs dans un espace aussi réduit et dépourvu d'une ligne de retraite sûre. La vallée est certes adaptée à un affrontement opposant deux partis de forte importance mais elle offre en revanche un caractère très désavantageux pour un régiment se défendant seul contre toute une armée.
Circonstance atténuante pour le colonel Konopka, ni les Français ni les Polonais n'ont alors connaissance de la proximité des forces espagnoles,. Les compagnies du régiment cantonnent dans le village avec les wagons d'approvisionnement, la 5e compagnie du capitaine Jan Szulc de service occupant le centre de la localité. Des piquets sont postés aux alentours.

## Déroulement de la bataille

### Attaque espagnole et repli polonais sur Orgaz
Dans la nuit du 24 mars, les sentinelles perçoivent dans la brume des bruits suspects et en informent le colonel Konopka, mais celui-ci « calma tous ses officiers, en les assurant que l'ennemi se trouvait à plusieurs jours de marche d'ici, près du fleuve Guadiana ». Cependant, en face de lui et cachée par le brouillard, se déploie l'armée espagnole de la Manche, commandée par le comte de Cartaojal. Ce dernier, à sept heures du matin, décide de monter une attaque contre les lanciers, qui, à ce moment-là, viennent de se lever.
Tandis que les lanciers de la 5e compagnie engagent les premiers détachements espagnols, le reste du régiment se regroupe en désordre près de l'église, dans le centre du village.  À ce moment, le brouillard se lève et les Polonais peuvent apercevoir la cavalerie espagnole en déploiement, appuyée par deux batteries d'artillerie à cheval. Le colonel Konopka, prenant conscience de sa large infériorité numérique, donne l'ordre de se retirer vers le gros des troupes françaises. Les lanciers polonais font demi-tour et se dirigent rapidement vers Orgaz, menés par leur colonel et le major Andrzej Ruttie. La 5e compagnie, à l'arrière-garde, couvre le repli.

### Charge des lanciers à travers les lignes espagnoles
En chemin, les lanciers polonais de Konopka se heurtent à deux régiments de cavalerie espagnols. L'un d'eux, celui des carabiniers royaux, l'une des meilleures unités de l'armée espagnole, occupe la route à côté d'un ravin, sans possibilité d'avance ou de retraite. Konopka s'écrie « en avant, les gars ! », et les Polonais de la 8e compagnie, abaissant leurs lances, chargent les carabiniers. Un combat sans merci s'engage. Les lanciers ont l'avantage de l'arme sur les carabiniers dotés d'épées, et de ce fait, les condamnent dès le début de l'affrontement. L'étroitesse du front fait que seuls quelques soldats peuvent se mesurer aux assaillants polonais ; pressés entre les cavaliers de Konopka et le régiment espagnol à leur suite, les carabiniers n'ont aucune chance. Certains se précipitent dans une rivière en contrebas, tandis que d'autres tentent de gravir les pentes rocheuses en surplomb. Ceux qui restent sur la route sont abattus par les lanciers polonais.
L'attaque précipitée des lanciers surprend complètement les soldats espagnols, alors persuadés de la victoire. Voyant leurs lignes enfoncées par les Polonais, l'infanterie commence à reculer. Les lanciers, pressant la colonne espagnole, parviennent à tailler leur chemin vers une portion plus large de la route où, séparés de leurs adversaires, ils prennent le galop. Le colonel Konopka, en compagnie du major Ruttie et de quelques dizaines de lanciers, quitte le régiment à présent en sécurité et se prépare à repousser la cavalerie espagnole qui débouche de la gorge. Le colonel polonais gagne Mora, où stationnent les forces du général Valence qui a cru le régiment perdu. Cependant, le reste des lanciers de la Vistule, dirigé par le capitaine Telesfor Kostanecki, se fraie un passage à travers les lignes espagnoles, passe par Consuegra et arrive à Mora quelques heures plus tard.

## Conséquences

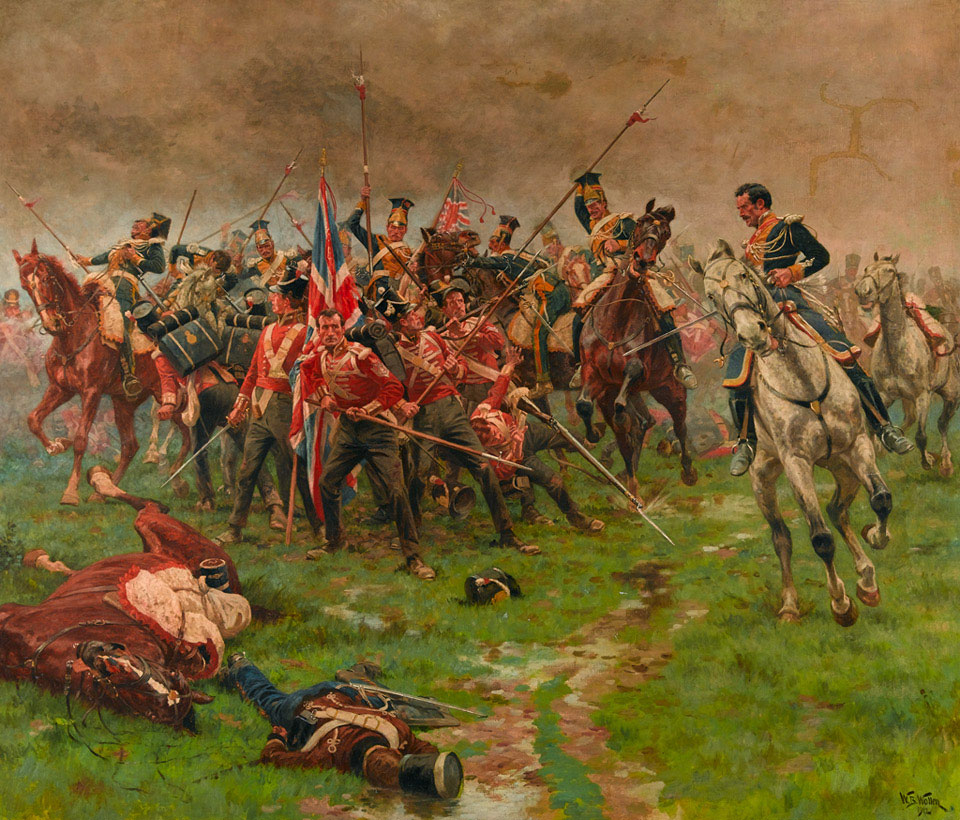
Les lanciers polonais de la Vistule à la bataille d'Albuera, le 16 mai 1811. En dépit de leur exceptionnelle prestation lors de cet affrontement, au cours duquel ils anéantissent une brigade britannique, la distribution de nouvelles bannières leur est une nouvelle fois refusée.

Au terme des combats, le régiment de lanciers polonais a subi des pertes importantes. Le lieutenant Stanisław Moszynski est tué, les capitaines Szulc et Stokowski, ainsi que le lieutenant Stawiarski et le chirurgien Jan Gryll, tous blessés, sont faits prisonniers — les blessés n'ayant pu être évacués par les lanciers lors de la retraite. Au total, entre le 8 mars et le 15 avril, le régiment a perdu 89 hommes. En soustrayant les 47 prisonniers, et compte tenu de la faiblesse des pertes ultérieurement subies, il reste un « déchet » de 42 hommes, probablement le nombre de lanciers tués à Yevenes.
Le régiment abandonne également tous ses wagons du train d'approvisionnement, et avec eux les bannières des quatre escadrons, offertes en 1802 par Joséphine de Beauharnais, l'épouse de Napoléon. La perte des bannières est considérée comme une infamie par les lanciers qui décident, pour l'honneur, de laver au plus vite cet affront. La défaite des lanciers à Yevenes est rapidement connue dans toute l'Espagne. Ce revers, probablement le seul essuyé face aux Espagnols tout au long de la guerre d'Espagne, les heurtent profondément et entache leur prestige. À la suite de cet événement, los infernos picadores rivalisent d'impulsivité et de bravoure pour tenter de regagner leur ancienne réputation au sein de l'armée d'Espagne.
L'occasion de venger leur honneur vient très vite. Le 27 mars 1809, à la bataille de Ciudad Real, les lanciers de la Vistule prennent le pont, enfoncent quatre carrés d'infanterie espagnole et les mettent en fuite. Le lendemain, à Santa Cruz de Mudela, sans attendre le reste du corps, ils étrillent une nouvelle fois l'armée espagnole. Le 18 septembre 1809, enfin, la simple présence des « lanciers de l'Enfer » sur le champ de bataille d'Ocaña incite le régiment des carabiñeros reales à quitter les lieux.
Au début du mois de mai, le colonel Konopka quitte le régiment et regagne la France. Il séjourne pendant un certain temps à Sedan, dépôt de son régiment, et revient en Espagne après quinze mois d'absence. Le régiment se voit constamment refusé le renouvellement des bannières, même après son exceptionnelle prestation à la bataille d'Albuera, le 16 mai 1811. Cependant, comme le remarque Wojciechowski : « nous avions terminé notre pénitence pour les bannières perdues à Jovenes ». Le 18 juin 1811, les lanciers de la Vistule passent officiellement dans l'armée régulière française en devenant le 7e régiment de chevau-légers lanciers.

## Sort des bannières
Des années plus tard, Wojciechowski écrit à propos de la perte des bannières :

« Au moment où j'enfourchais ma monture, je pris Kazaban à partie et lui demandai pourquoi notre colonel, qui avait toujours fait montre de bravoure et de perspicacité dans les combats précédents, avait complètement perdu la tête aujourd'hui, et lui dit que j'allais me plaindre auprès de notre général sur la façon dont notre régiment avait été perdu. Il ne comprenait pas mes paroles, car il était sûr que le régiment était hors de danger. Kazaban pris une profonde inspiration, me prit la main et me dit : 
« Vous avez probablement raison, et notre régiment est hors de danger, mais il y a plus grave encore. Nous avons perdu les bannières de notre régiment, l'emblème que nous avons reçu en Italie il y a de longues années au cours de la Révolution française. L'emblème que Napoléon souhaitait changer lorsqu'il est devenu empereur et ce à quoi le régiment s'est opposé, car il y était très attaché : cet emblème était nos quatre bannières. »
« Que diable êtes-vous en train de me dire ! ai-je crié. Je suis sûr que nous les avons laissé au dépôt à Madrid ! »
« Oui, dit-il, les housses et les hampes ont échappé, mais j'ai moi-même mis les bannières, dans le plus grand secret, dans une sacoche qui était dans la voiture du colonel. Cette voiture a été abandonnée de l'autre côté de la montagne et j'ai toutes les raisons de penser qu'elle a été capturé par les Espagnols ».
J'étais stupéfait. Je connaissais les conséquences d'un pareil accident pour l'ensemble du régiment. Celui-ci allait simplement se contenter d'exister, tandis que nous lanciers, peu importe le courage dont nous ferions preuve, allions être privé de toute récompense ou promotion. »

Le régiment a en effet perdu ses bannières, et ce en désobéissant à des ordres pourtant explicites qui prescrivaient de les garder en sûreté dans le dépôt régimentaire en arrière des lignes. En conséquence, malgré les recommandations de Joachim Murat, le régiment n'est pas intégré à la Garde impériale et n'a jamais obtenu de nouveaux emblèmes. Dans son rapport du 29 mars 1809, publié dans les journaux espagnols le 1er avril, le comte de Cartaojal écrit à propos des pertes subies par les lanciers polonais : « 98 hommes, comprenant des prisonniers de guerre et 3 officiers, ainsi qu'une bannière, des chevaux, des lances et des équipements ». Dans une dépêche ultérieure adressée à la junte de Séville, il ajoute : « deux bannières supplémentaires du régiment polonais ont été prises à Los Yebanes ; nous les avons trouvé sur un officier tué lors de la bataille ».
De ces déclarations, il apparaît que Cartaojal a mis la main sur trois des quatre bannières régimentaires, et que deux d'entre elles ont été en possession d'un lancier qui — conscient de leur importance — a tenté de les sauver, mais a été tué au cours du combat. Quant à la quatrième, elle a vraisemblablement brûlé avec les wagons du train, personne n'ayant songé à la chercher à cet endroit.
Le sort des trois bannières perdues, depuis la fin de la bataille jusqu'à l'exhibition de deux d'entre elles comme trophées dans la chapelle royale de la cathédrale Saint-Francis de Séville, est assez obscur, mais l'existence de certains documents a permis d'élaborer quelques hypothèses. Les emblèmes ont probablement tous les trois été remis à l'état-major de l'armée espagnole, sans que ce dernier ne manifeste le désir de les exposer publiquement jusqu'à la bataille d'Albuera, où les Britanniques sont littéralement « massacrés » par les lanciers de la Vistule — précisément le même régiment qui a perdu ses bannières à Yevenes deux ans auparavant. Il est assez probable que le commandement espagnol ait choisi de montrer les bannières oubliées depuis longtemps à ce moment opportun, en les présentant comme des prises faites sur les Polonais à Albuera pour remonter le moral de ses troupes, dont le rôle pendant le combat a été passé sous silence par les Britanniques.